# Sapromyza trinotata
Sapromyza trinotata är en tvåvingeart som beskrevs av Costa 1844. Sapromyza trinotata ingår i släktet Sapromyza och familjen lövflugor.
Artens utbredningsområde är Italien. Inga underarter finns listade i Catalogue of Life.